# Gut Hermannsberg

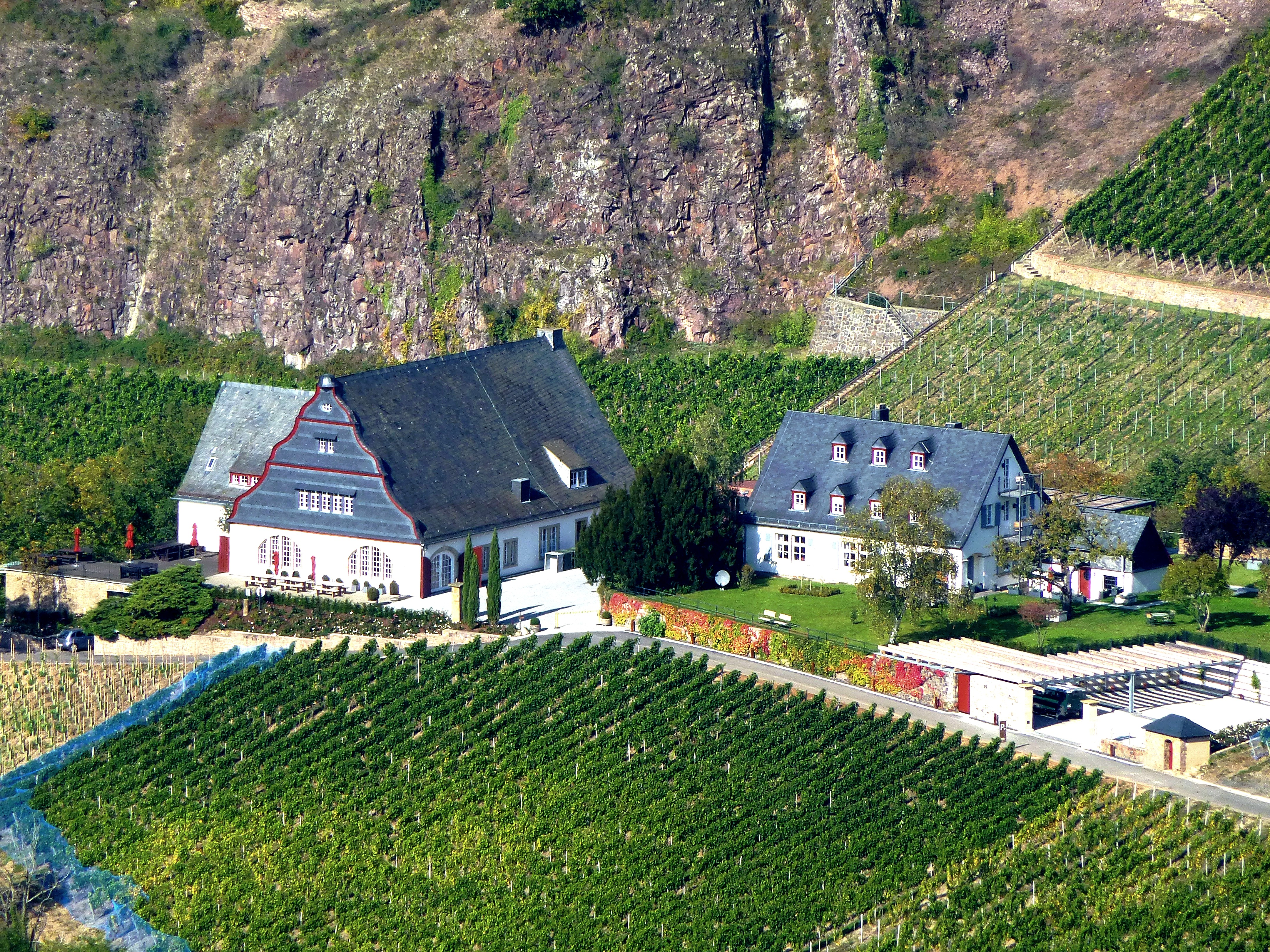
Gut Hermannsberg, Kelterhaus und Verwaltungsgebäude

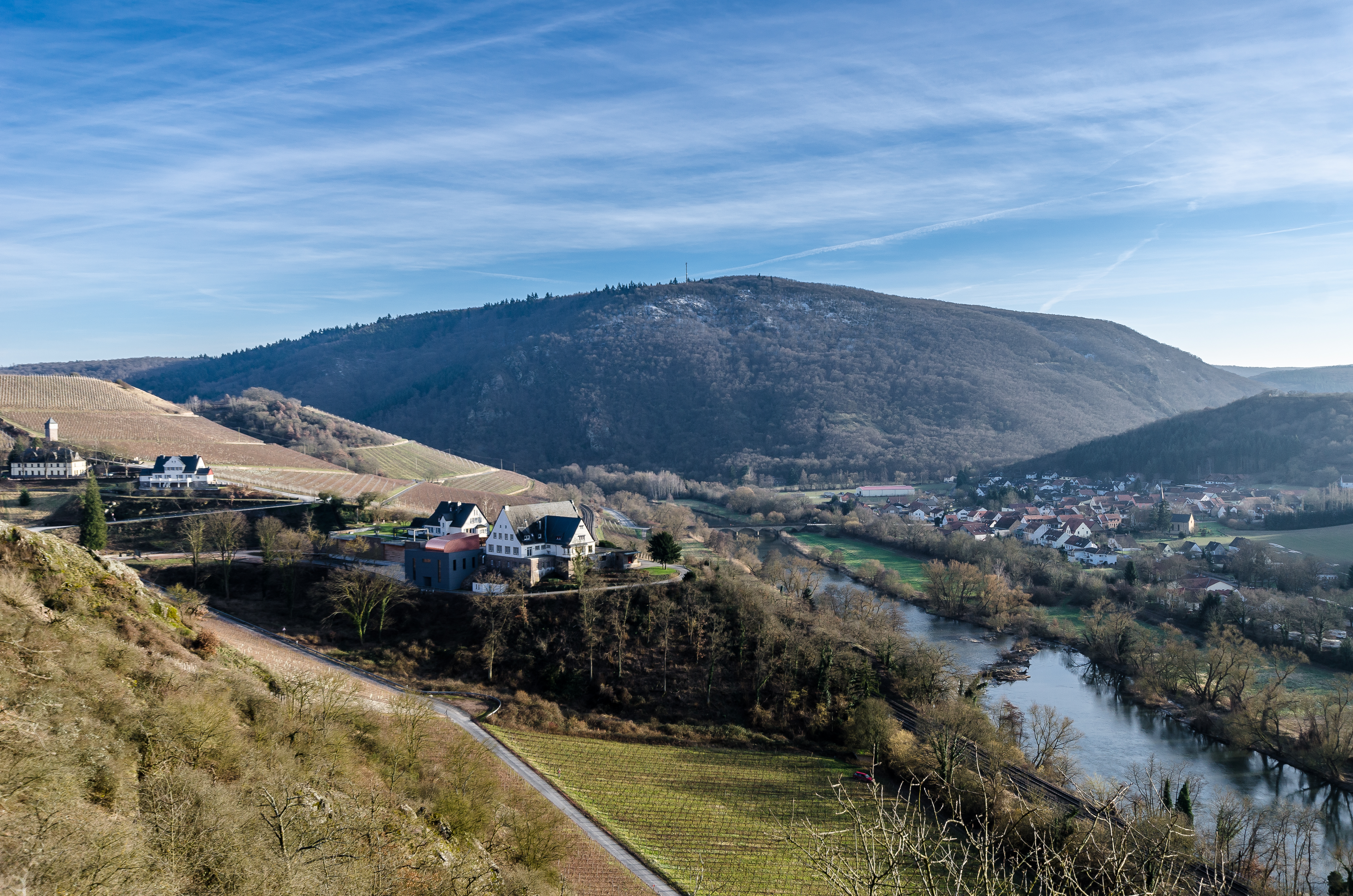
Gesamtansicht mit der Nahe; rechts das ehemals bayerische Oberhausen

Gut Hermannsberg ist ein deutsches Weingut in Niederhausen (Nahe), das aus der Privatisierung der 1901 gegründeten staatlichen Weinbaudomäne Schlossböckelheim-Niederhausen hervorgegangen ist. Seit 2010 firmiert es unter dem Namen Gut Hermannsberg. Das Weingut verfügt über 30 Hektar Rebfläche auf sieben Spitzenlagen, die vom Verband Deutscher Prädikatsweingüter (VDP) in der höchsten Qualitätsstufe als „VDP. Große Lage“ klassifiziert sind. Das Weingut ist Gründungsmitglied des VDP.

## Baubeschreibung

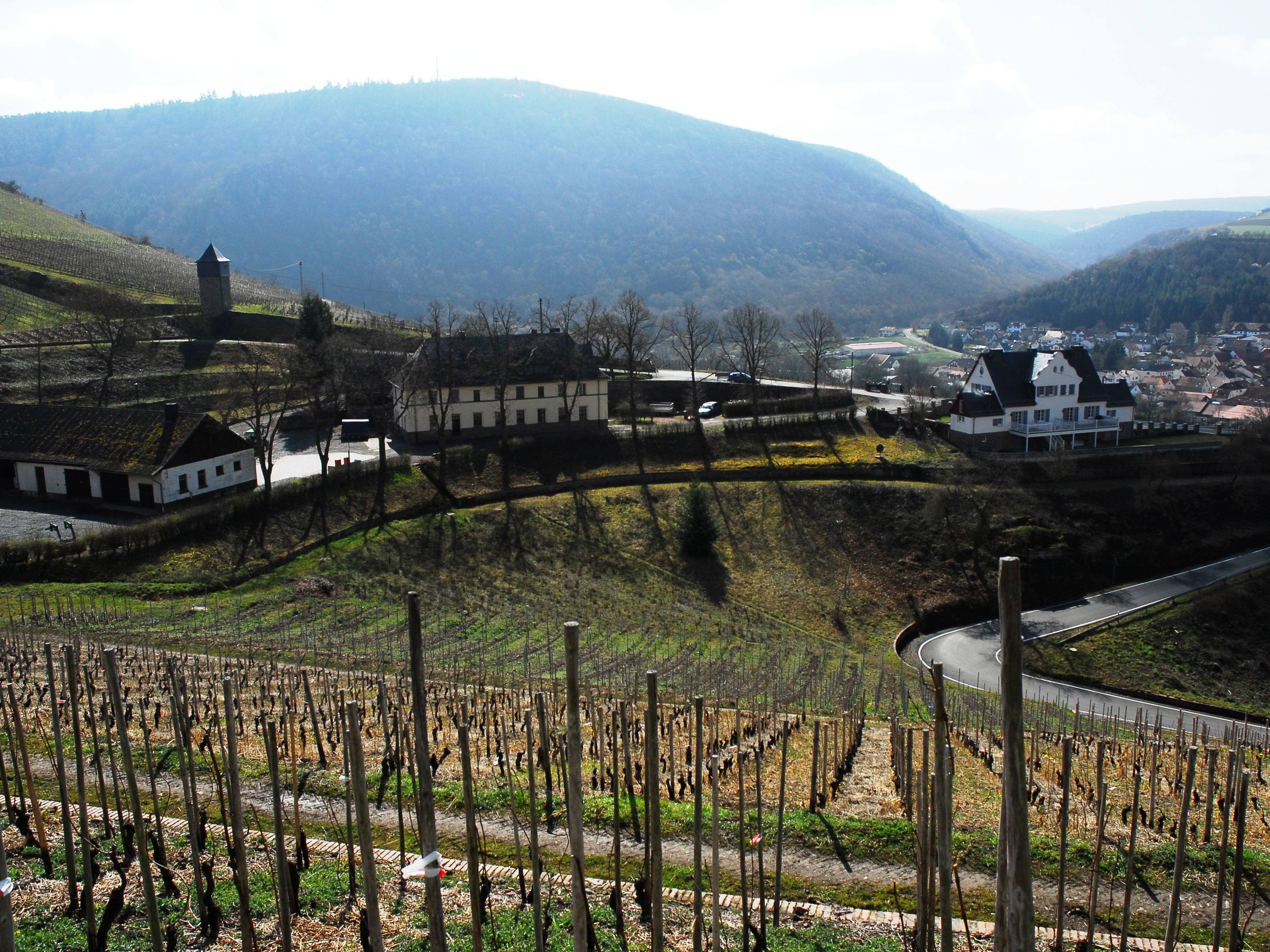
Wohnhäuser des Guts

Das Gebäudeensemble des Weinguts mit Zufahrt von der heutigen Kreisstraße 58 liegt südwestlich des Ortes Niederhausen und wurde ab 1902 errichtet. Verwaltungsgebäude und Kelterhaus sind 1910 in historisierendem Jugendstil ausgeführt. Das Kelterhaus mit seiner geschwungenen Giebelwand ist auf einem alten Petschaft und war auf dem Korkbrand des Weinguts zu finden. Der Gebäudekomplex umfasst Arbeiterwohnungen, Umspannturm und Weinberge und hat eine breite landschaftsbildliche Wirkung. Die baulichen Anlagen sind heute ein Kulturdenkmal und stehen unter Denkmalschutz.

## Geschichte

### Gründung der preußischen Domäne Niederhausen-Schlossböckelheim
Mit Schreiben vom 23. November 1899 beantragte der Regierungspräsident des preußischen Regierungsbezirks Koblenz, Joseph Anton Friedrich August Freiherr von Hövel, beim Landwirtschaftsministerium in Berlin  die Einrichtung einer domänenfiskalischen Anlage. 1901 wurde die Weinbaudomäne unter der Bezeichnung Königlich-Preußische Weinbaudomäne Schlossböckelheim-Niederhausen gegründet, und 1903 wurden die ersten Reben in den neu angelegten Weinbergen gepflanzt. Dafür wurden auch Strafgefangene eingesetzt. Die erste Lese fand 1907 statt. Die Benennungen der neu angelegten Spitzenlagen Niederhäuser Hermannsberg und Schlossböckelheimer Kupfergrube erfolgten 1908. 1914 war die Domäne fertiggestellt. 1920 verfügte sie über eine Weinbergsfläche von 43,4 Hektar.
Die Domäne war das südlichste Mustergut des Königreichs Preußen, unmittelbar an der Grenze zum Königreich Bayern gelegen. Die Gründung der Weinbaudomäne war zentraler Bestandteil einer Modernisierungsstrategie, mit der der preußische Staat die massive Krise des Weinbaus an der Nahe um die Wende vom 19. zum 20. Jahrhundert beheben wollte.
Die Domäne Niederhausen-Schlossböckelheim gehört zu den Gründungsmitgliedern des 1910 gegründeten „Vereins der Naturweinversteigerer an der Nahe“. Dessen Mitglieder wollten unter anderem die „absolute Reinheit und Originalität ihrer Weine“ garantierten.

### Die Domäne als Forschungseinrichtung
Neben dem Weinbau selbst profilierte sich die Domäne von Anfang an als Forschungseinrichtung. So wurde bereits kurz nach der Gründung in Zusammenarbeit mit der Großherzoglichen Hessischen landwirtschaftlichen Versuchsanstalt in Darmstadt intensiv mit verschiedenen Düngern experimentiert und Versuche mit veredelten Amerika-Reben in Kooperation mit der Versuchsanstalt Geisenheim unternommen. Auch der Kampf gegen Schädlinge wurde im Austausch mit Forschungseinrichtungen geführt. 1914 entsteht auf dem Domänengelände die „Dominial-Versuchsanlage Schloßböckelheimer Kupfergrube“ zur Erforschung von Wegen im Kampf gegen tierische Schädlinge.
Wesentliche Innovationen für den deutschen Weinbau gingen von der Weinbaudomäne Schlossböckelheim-Niederhausen aus – so beispielsweise die Mechanisierung der Steillagenbewirtschaftung durch Seilwinden und dazugehörende Bodenbearbeitungsgeräte wie Pflug und Gubber Mitte der Zwanzigerjahre. Zur selben Zeit wurden auf der Domäne „fahrbare Spritzapparate und spezielle Schlauchspritzgeräte nach dem Jochsystem für den Hang gebaut.“ Damit konnten die Schädlingsbekämpfung verbessert und Ernteverluste verringert werden. In den Dreißigerjahren wurde die erste Anbauwinde für Schlepper entwickelt. Mit zunehmender Verbreitung von Traktoren wurden diese Methoden ab Ende der 1940er Jahre zum Standard für die Bearbeitung steiler Weinberge in der deutschen Weinindustrie.
Nach dem Zweiten  Weltkrieg wurden auf Initiative des Gutsdirektors Hermann Goedecke Beregnungsanlagen für notorisch von Trockenheit und Frost geplagte Weinlagen errichtet. Parallel dazu verbesserte sich die Lage für den Weinbau an der Nahe auch durch Flurbereinigungen und Wegebau in den Weinbergen. Weitere bedeutende technische Errungenschaften gelangen der Domäne seit den 1960er Jahren auf dem Gebiet der Klonzucht in Zusammenarbeit mit der Hochschule Geisenheim, durch die Einführung der Großraumkühlung in den Kellern der Domäne sowie durch die vom damaligen Kellermeister Karl-Heinz Sattelmeyer entwickelte handregulierte Kaltvergärung. Bis heute stehen die Riesling-Klone DN400 (DN für Domäne Niederhausen) in vielen deutschen Weinbergen.

### Führender Weinerzeuger
Das Ziel, das Ansehen des Nahe-Weins durch die Gründung der Weinbaudomäne zu steigern, wurde rasch erreicht. Aufgrund einer Reihe sehr guter Jahrgänge zwischen 1910 und 1920 wurden für die an den Handel abgegebenen Fässer Spitzenpreise erzielt, die teilweise die Erlöse hochpreisiger Weine im Rheintal und an der Mosel übertrafen. Ein Zeitgenosse schrieb:
„Die Feinheit der reinen Rieslingweine, gewachsen auf Eruptivgestein des Melaphyrs und des Porphyrs, ihr Duft und die mit angenehmer Säure verbundene Rassigkeit, führen der Domäne und damit dem gesamten Weinanbaugebiet an der Nahe zahlreiche Kenner und Freunde zu.“
Der Publizist Ernst Hornickel notierte über die Domänen-Weine der Lage Kupfergrube:

„Die 1921er und 1929er vollendeten des Ruf dieser Spitzenlage, in deren Weinen sich die Feinheit und die Eleganz der Mosel-Rieslinge mit der großartigen Harmonie und dem abgeschliffenen Rieslingbukett gewisser Rheingaulagen vermählen. So wurde aus einer alten Kupfergrube bald eine junge Goldgrube.“

Eine Reihe schlechter Weinjahrgänge, die Hyperinflation und die Plünderung der Domänenkeller während der Ruhrkrise in den Jahren 1923 und 1924 führten die Königlich-Preußische Weinbaudomäne Schlossböckelheim-Niederhausen in die roten Zahlen. 1925 wurde die Domäne um das Staatsweingut Marienthal an der Ahr erweitert.
Trotz Rückschlägen wuchs das Image der Domäne, da ihre besten Weine bei staatlich-repräsentativen Anlässen ausgeschenkt wurden. Zur Wahrnehmung als ein führendes deutsches Weingut trug der Generalfeldmarschall und spätere Reichspräsident der Weimarer Republik Paul von Hindenburg bei. Hindenburg war seit dem Ersten Weltkrieg regelmäßiger Besucher der Domäne und äußerte sich auch öffentlich positiv über die dort erzeugten Weine. Dass zur offiziellen Feier anlässlich des Abzugs von Besatzungstruppen aus dem Rheinland am 21. März 1926 im Beisein von Hindenburg und dem Kölner Oberbürgermeister Konrad Adenauer eine 1921er Kupfergrube Riesling Trockenbeerenauslese gereicht wurde, bedeutete die symbolische Anerkennung der Domäne als deutsches Spitzenweingut. Eine letzte Flasche dieses Weins, den eine Banderole mit dem Text „dem Herrn Reichspräsidenten General Feldmarschall von Hindenburg bei der Befreiungsfeier in Köln am 21. März 1926 zum Ehrentrunk gereicht“ zierte, erhielt im Jahr 2018 auf der VDP-Versteigerung in Bad Kreuznach für fast 15.000 Euro den Zuschlag.
Die Weltwirtschaftskrise Ende der 1020er Jahre trübte die Geschäfte ein. 1931 trat die Domäne aus dem Verband der Naturweinversteigerer aus, vermutlich weil in dieser Zeit „hohe Umsätze wichtiger als das Qualitätsdenken der Naturweinversteigerer“ war.
In der Zeit des Nationalsozialismus kam es zu einem Modernisierungsschub durch Flurbereinigungsmaßnahmen, die Schaffung neuer Wege, Be- und Entwässerungsnetze und der Einsatz neuester Maschinen. Aufgrund guter Weinjahrgänge und der propagandistischen Positionierung von Wein als „Volksgetränk“ profitierten die deutschen Weinerzeuger von einer wachsenden Inlandsnachfrage.
1940 erweitert die Domäne ihren Besitz um Weinberge in der Lage Traiser Bastei, die bereits damals als eine der besten an der Nahe galt. Nationalsozialistische Spitzenfunktionäre bezogen in großem Umfang Domänen-Weine. Im Zweiten Weltkrieg wurden Weinberge und das Kelterhaus durch Bomben zerstört, Weinvorräte durch deutsche und alliierte Truppen entwendet.

### Nachkriegszeit
1948 übernahm das Land Rheinland-Pfalz das Weingut, das in Staatliche Domänen-Weinbauverwaltung umbenannt wurde. Unter dem Domänendirektor Hermann Goedecke (1948–1973 und kommissarisch 1977/78) brach eine neue Glanzzeit an. Goedecke setzte auf wissenschaftlich-technische Innovationen und Verbesserungen der Weinqualität. Auf diese Weise und dank seines guten Einvernehmens mit der Landesregierung gelang es ihm, das Weingut als Spitzenerzeuger zu profilieren trotz schlechter Ernten in den 1950er Jahren.
Die Staatliche Domänenweinbauverwaltung trat 1953 dem Versteigerungsring der Naheweingüter bei und investierte erheblich in Gebäude, Technik sowie in Weinberge in Spitzenlagen wie der Niederhäuser Hermannshöhle oder dem Altenbamberger Rotenberg. In dieser Zeit wurde auch die Abtrennung der Domäne Marienthal vollzogen, so dass die Staatsdomäne nunmehr aus drei Betriebsteilen bestand: der Domäne Niederhausen-Schlossböckelheim, dem Domänenweingut Münster-Sarmsheim sowie der Weinbaudomäne Altenbamberg. Die Anwendung der Sterilfiltration erlaubte es, in größerem Umfang qualitativ hochwertige Weine mit zarter Restsüße zu erzeugen, die sich erheblich von den zuckersüßen Produkten der Zeit unterschieden.
Als der Gesetzgeber um das Jahr 1970 den „Naturwein“ durch das bis heute geltende, nach Mostgewicht differenzierte System der Qualitätsweine mit Prädikat ablöste und Großlagen entstanden, formierte sich Widerstand unter deutschen Spitzenweingütern. Aus ihren Reihen gründete sich der Verband Deutscher Prädikatsweingüter (VDP), dem auch die Staatliche Domänen-Weinbauverwaltung Schloßböckelheim-Niederhausen beitrat. Zu dieser Zeit erreichte das Ansehen der Staatsdomäne seinen Zenit. Der britische Weinkritiker Hugh Johnson schrieb 1971:

„Das Weingut, das hier (an der Nahe; der Verfasser), wenn nicht gar in ganz Deutschland, die Weinbaukunst zur höchsten Vollendung gebracht hat, liegt (…) am letzten Hang von Niederhausen: die Nahe-Staatsdomäne.“

Den Rang als führendes Weingut ergab sich daraus, dass Erzeugnisse der Domäne bei repräsentativen staatlichen Anlässen ausgeschenkt und von hohen Staatsvertretern geschätzt wurden. So bekannte Bundespräsident Theodor Heuss, der im März 1954 die Domäne für eine Verkostung besuchte, öffentlich seine Wertschätzung für deren Weine. Und sein Nach-Nachfolger Gustav Heinemann servierte anlässlich seines Besuchs bei Queen Elisabeth II. im Oktober 1972 im Buckingham Palace eine 1969er Kupfergrube Spätlese aus dem Keller der Domäne.

### Krise und Niedergang
Aufgrund der Weinskandale der 1970er und 1980er Jahren, wie der Methanolskandal und der Glykolskandal, entzogen die Konsumenten auch dem deutschen Wein ihr Vertrauen, was zu massiven Absatzeinbrüchen führte. Auch die Weinbaudomäne litt unter erheblichen Absatzproblemen. Qualitätsmäßig wurde sie ab Mitte der 1980er Jahre von der deutschen Weinkritik durch die Aufnahme in Bestenlisten gewürdigt wurde. Weine aus dem Keller der Domäne wurden bei Staatsempfängen oder im englischen Königshaus ausgeschenkt, so 1981 bei der Hochzeit des britischen Thronfolgers Charles mit Lady Diane Spencer. Zudem waren es seit der Krise der 1980er Jahre vor allem junge Vertreter privater deutscher Spitzenweingüter, die sich öffentlich für neue Qualitätsanstrengungen wie ein fortschrittliches, an Frankreich angelehntes System der Weinlagenklassifikation starkmachten und so die Erneuerung des deutschen Weins einleiteten. Während die Domänen unter staatlicher „Reglementierung […], zögerlichen Entscheidungen und das Verpassen von entscheidenden Kurskorrekturen“ zu leiden hatten und ihre Vorreiterrolle einbüßten.
Mit dem Spitzenjahrgang 1989 feierte die Staatsdomäne an der Nahe einen letzten großen Erfolg. Zu dieser Zeit war das Weingut bereits weitgehend finanziell ausgeblutet. Erhebliche Investitionsrückstände und seit Jahren negative Jahresabschlüsse mobilisierten den Rechnungshof Rheinland-Pfalz. Auf dessen Beanstandungen reagierte die Landespolitik mit dem Verkauf erstklassiger Weinbergsflächen, um die finanzielle Gesundung der Domäne voranzutreiben. Versuche, mit besonders niedrigen Preisen den Absatz anzukurbeln, scheiterten. Während der Landesrechnungshof auf einer positiven Bilanz bestand, definierte der seit 1991 amtierende rheinland-pfälzische Landwirtschaftsminister die Rolle der Staatsgüter wie folgt:

„Ihre Aufgabe sollte es nicht sein, der Staatskasse Geld zuzuführen, sondern Imagepflege für die Weine des größten deutschen Weinbaulandes zu betreiben“

Trotz solcher Bekenntnisse seitens der Landesregierung setzte sich der Absturz der Staatlichen Weinbaudomäne fort. Die qualitativ herausragenden Jahrgänge 1988 bis 1990 erwiesen sich als nahezu unverkäuflich, 1992 brach der Umsatz zusammen. Im Juli 1993 hieß es in der Allgemeinen Zeitung:

„Das frühere Flaggschiff des Naheweinbaus … droht zu sinken.“

Im Oktober 1993 beschloss die Landesregierung ein Sanierungskonzept für die staatlichen Weinbaudomänen. Während die anderen Staatsweingüter den Lehranstalten angeschlossen wurden und keine Gewinne erwirtschaften mussten, sollte sich die Weinbaudomäne Schloßböckelheim-Niederhausen selbst tragen und Gewinne erzielen. Knapp ein Drittel der Rebfläche wurde verkauft, die Domäne in eine GmbH umgewidmet, die aber im Staatsbesitz blieb.
1994 schrieb der Weinkritiker Stuart Pigott:

„Wenn ich an die erstaunlichen Rieslinge denke, die dieses Weingut noch 1983 erzeugt hat, als es noch zu den zehn führenden Betrieben in ganz Deutschland zählte, kann ich die gegenwärtige Krise nur mit Bestürzung betrachten. Von ganzem Herzen hoffe ich, dass das Land Rheinland-Pfalz … die notwendigen Schritte zur Wiederherstellung der Reputation dieses Weinguts unternommen haben wird“

Trotz personeller Wechsel an der Spitze der Domäne sowie der Einführung neuer Produkte kam die Sanierung nicht voran. Dazu trug vor allem der „Schlingerkurs“ der Landespolitik bei, die sich zwar zur Domäne bekannte, wertvolle Weinbergslagen aber zu Mindestpreisen anbot und damit den Anspruch der Domäne als Spitzenweingut unterlief. Auf die immer häufiger in der Öffentlichkeit lancierten Verkaufsgerüchte reagierte die Landesregierung mit Bekenntnissen zur staatlichen Verantwortung für die Domäne. An deren verheerender Wirtschaftslage änderte sich nichts.

## Privatisierung

### Gutsverwaltung Niederhausen-Schlossböckelheim
Im Januar 1998 stand die Weinbaudomäne Schloßböckelheim-Niederhausen durch das Land Rheinland-Pfalz zum Verkauf. Den Zuschlag erhielt im April 1998 ein Pfälzer Kaufmann, der 4,8 Millionen Mark für Immobilien, Weinberge und Maschinen sowie 2,7 Millionen Mark für den Weinbestand zahlte. Der Käufer investierte erheblich in das Weingut, welches er in „Gutsverwaltung Niederhausen-Schlossböckelheim“ umbenannte. Trotz erster Erfolge entschloss er sich unter anderem wegen fehlender Nachfolger aus den Reihen seiner Familie zum Verkauf; im August 2009 erwarb das Unternehmerpaar Jens Reidel und Christine Dinse das Weingut.

### Aufstieg zum Spitzenweingut

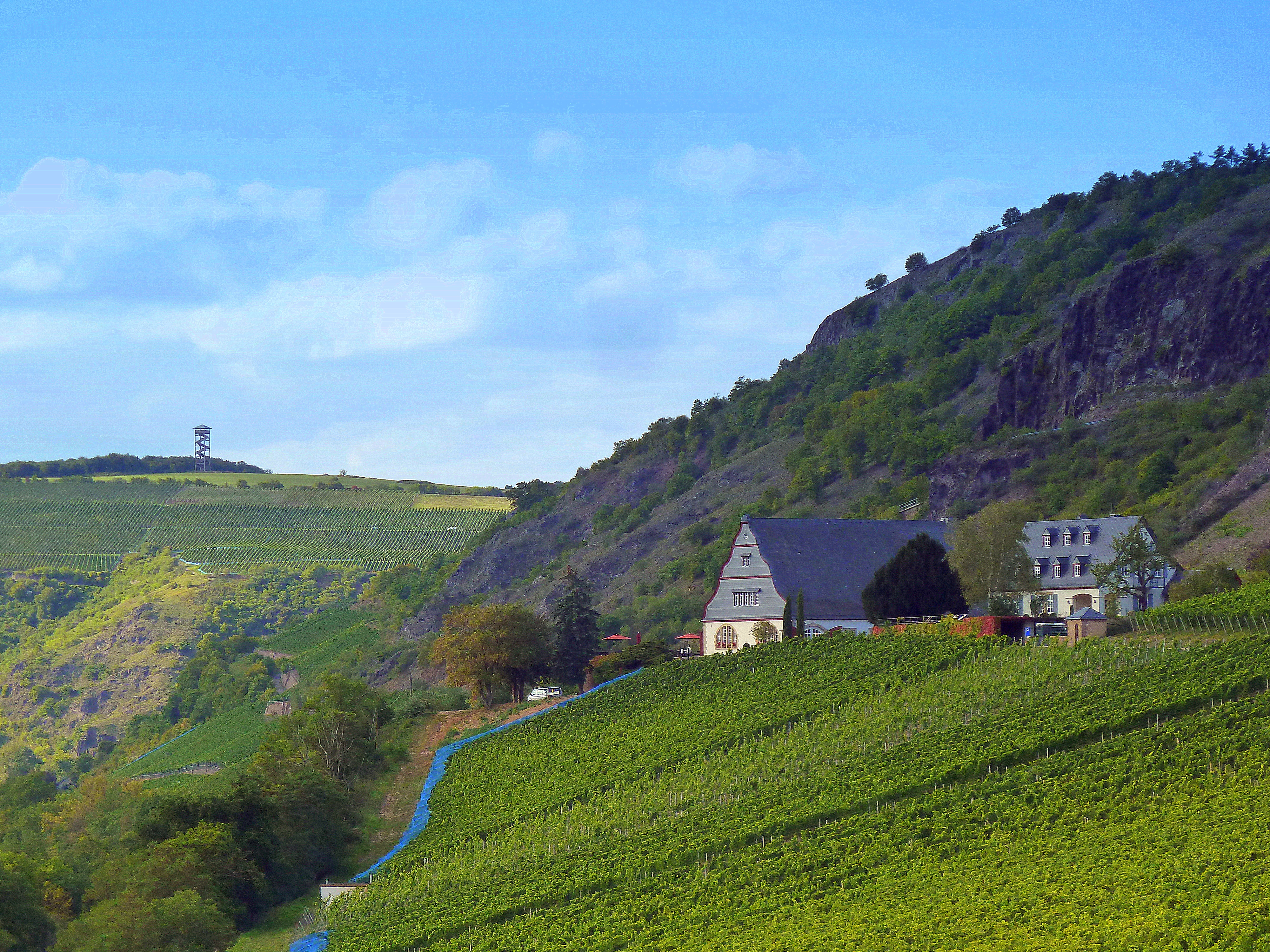
Das Gut Hermannsberg inmitten von Weinbergen

Die neuen Eigentümer benannten das Weingut 2010 in Gut Hermannsberg um, renovierten das Anwesen umfassend und errichteten ein neues Kelterhaus. Sie bekennen sich zum historischen Erbe der königlich-preußischen Domäne, was sich unter anderem in einer 2012 verfassten Chronik niederschlug. Das Bekenntnis zur großen Tradition der früheren „Domäne“ zeigt sich in der Weinerzeugung. Das Gut Hermannsberg konzentriert sich auf trockene Spitzen-Rieslinge, für die die Domäne in der ersten Hälfte des 20. Jahrhunderts berühmt war. Dafür werden traditionelle Kellertechniken angewendet, wie die Gärung mit natürlichen Hefen im Holzfass und eine lange Fasslagerung auf der Vollhefe, die den Weinen zusätzliche Komplexität und Langlebigkeit verleiht. Die als „Große Gewächse“ (GG) vermarkteten trockenen Spitzenweinen haben eine einjährige Reifezeit. Spitzenabfüllungen, wie das Bastei GG und das Hermannsberg GG, kommen erst nach zweijähriger Lagerung auf den Markt.
Parallel dazu wurde die Erzeugung trockener Spitzenrieslinge systematisch um die „VDP. Große Lagen“ Rotenberg, Steinberg und Felsenberg erweitert, sodass Gut Hermannsberg inzwischen sechs „Große Gewächse“ produziert. Die Qualitätsstufen trockener Rieslinge unterhalb der Großen Gewächse wurden erneuert, beginnend mit den Gutsweinen, dem 2012 erstmals erzeugten Gutswein „Just Riesling!“ und dem 2019 vorgestellten „7 Terroirs“, einem Riesling aus den sieben „VDP. Großen Lagen“ von Gut Hermannsberg.
Die trockenen Rieslinge und vor allem die „Großen Gewächse“ wurden zum Aushängeschild des Weinguts und von Kritikern vielfach hoch bewertet. 2011 ernannte der Weinführer Gault-Millau das Gut Hermannsberg zum „Aufsteiger des Jahres“. 2016 kürte die Frankfurter Allgemeine Zeitung Karsten Peter zum „Winzer des Jahres“. Hohe Bewertungen erzielten in jüngster Vergangenheit auch die edelsüßen Weine. So vergab Robert Parkers Wine Advocate im Jahr 2017 volle 100 Punkte für die 2015 Kupfergrube Trockenbeerenauslese. Eine Magnumflasche dieses Weins wurde für 12.614 Euro versteigert. Seit 2019 ist der Weinkritiker Stuart Pigott als „Riesling Ambassador“ für Gut Hermannsberg tätig.

## Weinbergslagen
- Altenbamberger Rotenberg: 4 Hektar
- Niederhäuser Hermannsberg: 5,25 Hektar (Alleinbesitz)
- Niederhäuser Rossel Monopol: 1 Hektar (Alleinbesitz)
- Niederhäuser Steinberg: 5,5 Hektar
- Schlossböckelheimer Felsenberg: 1 Hektar
- Schlossböckelheimer Kupfergrube: 12 Hektar
- Traiser Bastei: 1 Hektar